# Ischnansis
Ischnansis is een geslacht van rechtvleugeligen uit de familie veldsprinkhanen (Acrididae). De wetenschappelijke naam van dit geslacht is voor het eerst geldig gepubliceerd in 1896 door Karsch.

## Soorten
Het geslacht Ischnansis omvat de volgende soorten:
- Ischnansis curvicerca Uvarov, 1938
- Ischnansis gracilis Schulthess Schindler, 1898
- Ischnansis insitiva Karsch, 1896
- Ischnansis serenae Baccetti, 1984